# Иван Радељић
Иван Радељић (14. септембар 1980) бивши је босанскохерцеговачки фудбалер.

## Каријера
Током каријере играо је за Хајдук Сплит, Интер Запрешић, Славен Белупо, Енерги Котбус и многе друге клубове.

## Репрезентација
За репрезентацију Босне и Херцеговине дебитовао је 2007. године. За национални тим одиграо је 10 утакмица.

## Статистика
| Босна и Херцеговина | Босна и Херцеговина | Босна и Херцеговина |
| Год.                | Ута.                | Гол.                |
| ------------------- | ------------------- | ------------------- |
| 2007                | 6                   | 0                   |
| 2008                | 3                   | 0                   |
| 2009                | 1                   | 0                   |
| Укупно              | 10                  | 0                   |